# Niko Eeckhout
Niko Eeckhout, född 16 december 1970 i Izegem i Belgien, är en belgisk före detta proffscyklist, känd som spurtspecialist.
Eeckhout tävlar sedan 2009 för det brittiska stallet An Post-M. Donnelly-Grant Thornton-Sean Kelly Team, men har tidigare också tävlat för Lotto-Domo och Chocolade Jacques-T Interim under många år.
Han blev professionell 1993 med det belgiska stallet Palmans-Collstrop. Snart började han att vinna mindre tävlingar såsom Kampioenschap van Vlaanderen. Under 1997 och 1999 tävlade han för Lotto, innan han gick över till Palmans under två år. När han gick över till Lotto-Adecco inför säsongen 2001 började resultaten komma och han vann elva tävlingar under den första säsongen, till exempel Dwars door Vlaanderen och GP van Steenbergen.
Under säsongerna 2002 och 2003 hade han tyngre år igen, och vid slutet av 2004 blev han tvungen att leta efter ett nytt stall då Lotto inte längre ville ha honom. Han gick över till det belgiska stallet Chocolade Jacques. Han började säsongen 2005 med att vinna Dwars door Vlaanderen. Han vann också GP d'Isbergues och en etapp på Pannes tredagars. Under 2006 fortsatte han att vinna, bland annat Driedaagse van West-Vlaanderen. I juni 2006 tog han sin största seger i karriären när han vann de belgiska nationsmästerskapen i linjelopp framför Tom Boonen och Philippe Gilbert. Under säsongen vann han 12 tävlingar och han blev segrare av UCI Europe Tour den säsongen.
I mars 2009 slutade Niko Eeckhout tvåa på Dwars door Vlaanderen bakom Kevin Van Impe. Eeckhout vann etapp 4 och 5 under Vuelta Ciclista Internacional a Extremadura. Tidigare under säsongen slutade belgaren på tionde plats under Nokere Koerse. Niko Eeckhout vann etapp 1 av FBD Insurance Rás. Senare under den irländska tävlingen slutade han tvåa på etapp 8 bakom Jaan Kirsipuu. Niko Eeckhout vann Memorial Rik Van Steenbergen, GP Briek Schotte och Zottegem – Dr Tistaertprijs i september 2009. Han slutade trea på Omloop van het Houtland bakom Graeme Brown och Robert Wagner.
Eeckhout avslutade karriären 2013.

## Främsta meriter
2000
- GP Rudy Dhaenens

2001
- Étoile de Bessèges
- Dwars door Vlaanderen
- Profronde van Midden-Zeeland
- GP Rik van Steenbergen
- GP Jef Scherens

2003
- GP Rik van Steenbergen

2004
- Profronde van Midden-Zeeland

2005
- Dwars door Vlaanderen
- GP d'Isbergues
- Omloop van de Vlaamse Scheldeboorden

2006
- Driedaagse van West-Vlaanderen
- Belgisk nationsmästare - linjelopp
- GP Rik van Steenbergen
- Kampioenschap van Vlaanderen
- UCI Europe Tour

2009
- Etapp 4 och 5, Vuelta Ciclista Internacional a Extremadura
- Etapp 1, FBD Insurance Rás
- Memorial Rik Van Steenbergen
- GP Briek Schotte
- Grote Prijs Stad Zottegem

## Stall
- 1992-1993 Collstrop
- 1994 Varta
- 1995-1996 Collstrop
- 1997-1998 Lotto-Mobistar
- 1999-2000 Palmans
- 2001-2002 Lotto-Adecco
- 2003-2004 Lotto-Domo
- 2005 Chocolade Jacques-T Interim
- 2006-2007 Chocolade Jacques-Topsport Vlaanderen
- 2008 Topsport Vlaanderen
- 2009 An Post-M. Donnelly-Grant Thornton-Sean Kelly Team